# Oaxa albiclava
Oaxa albiclava är en stekelart som beskrevs av Boucek 1993. Oaxa albiclava ingår i släktet Oaxa och familjen puppglanssteklar. Inga underarter finns listade i Catalogue of Life.